# Rzeka okresowa

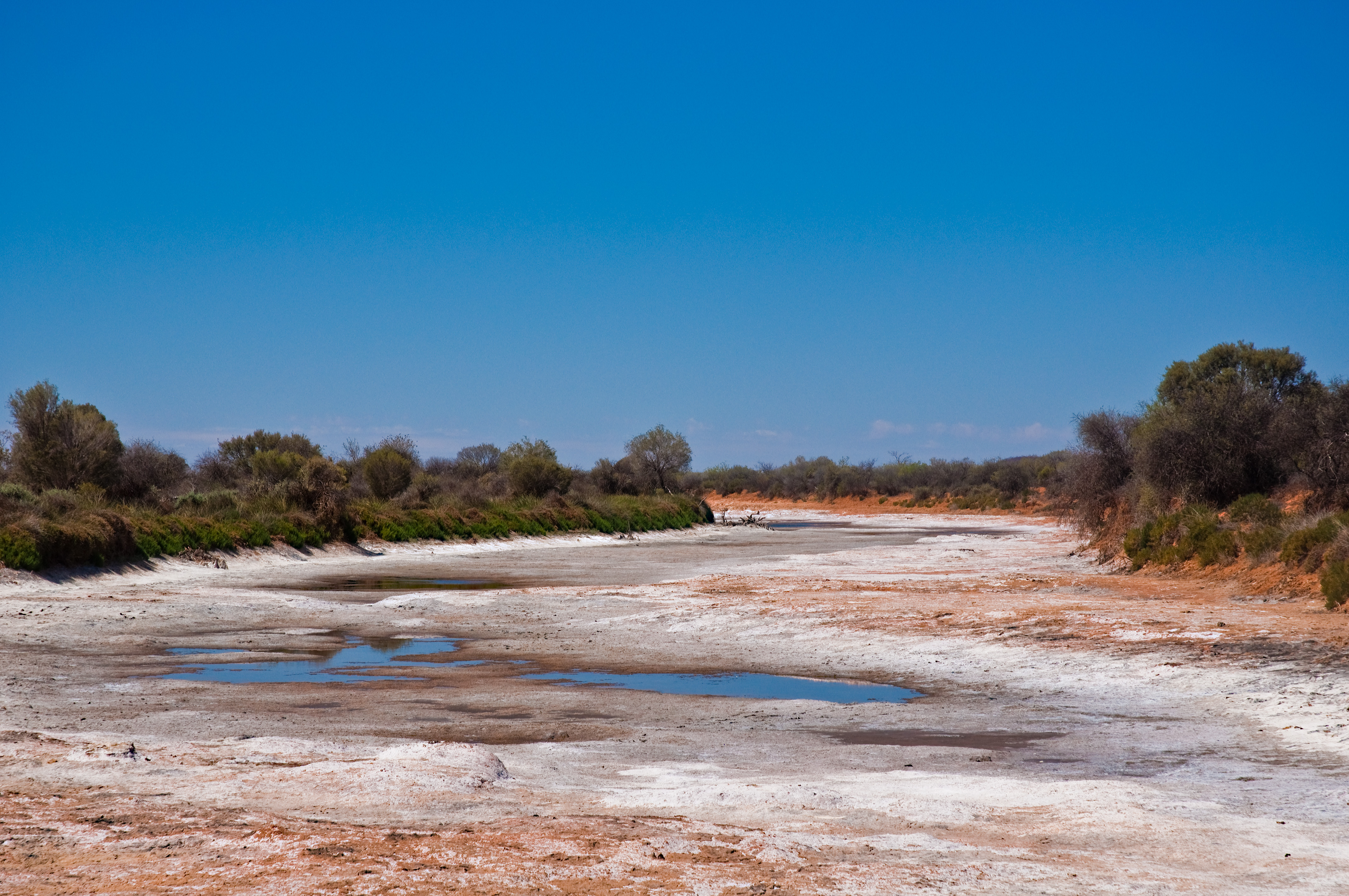
Rzeka okresowa

Rzeka okresowa, rzeka periodyczna, rzeka sezonowa – rzeka płynąca regularnie w okresie opadów, wysychająca zaś w porze suchej.
Rzeki okresowe pojawiają się regularnie podczas każdych opadów, w przeciwieństwie do rzek epizodycznych. Występują zazwyczaj w klimacie zwrotnikowym. Przykładem rzeki okresowej jest Bahr al-Arab w Sudanie, lub rzeka Flinders w Australii.